# Maincy
 Maincy  es una población y comuna francesa, en la región de Isla de Francia, departamento de Sena y Marne, en el distrito de Melun y cantón de Melun-Nord.

## Demografía
| 1457 | 1570 | 1510 | 1455 | 1641 | 1706 |
| Para los censos de 1962 a 1999 la población legal corresponde a la población sin duplicidades (Fuente: INSEE [Consultar]) |      |      |      |      |      |